# James Robert Brown
Pour les articles homonymes, voir James Brown.
James Robert Brown (né en 1949 à Montréal au Québec) est un professeur canadien de science, professeur de philosophie à l'Université de Toronto. En philosophie des mathématiques, il est partisan du platonisme mathématique et en philosophie des sciences il défend le réalisme scientifique, principalement contre les vues anti-réalistes associées au constructivisme social. Il est surtout connu pour son travail de pionnier relativement aux expériences de pensée en science et en général.
En 2007, il est élu membre de la Société royale du Canada.

## Ouvrages
- 1989 The Rational and the Social (Routledge 1989)
- 1991 The Laboratory of the Mind: Thought Experiments in the Natural Sciences (Routledge 1991, seconde édition 2010)
- 1994  Smoke and Mirrors: How Science Reflects Reality (Routledge 1994)
- 1999 Philosophy of Mathematics: An Introduction to the World of Proofs and Pictures (Routledge 1999, seconde édition 2008)
- 2001 Who Rules in Science? An Opinionated Guide to the Wars (Harvard 2001)
- 2012 Platonism, Naturalism, and Mathematical Knowledge (Routledge 2012)
- 2012 Thought Experiments in Philosophy, Science, and the Arts (ed. with M. Frappier and L. Meynell ) (Routledge 2012)

## Source de la traduction
- (en) Cet article est partiellement ou en totalité issu de l’article de Wikipédia en anglais intitulé « James Robert Brown » (voir la liste des auteurs).